# Иоанн (Авалиани)
Епископ Иоанн (в миру Пётр Георгиевич Авалиани; ?, Тифлис — 6 (18) апреля 1858) — епископ Русской православной церкви, епископ Горийский, викарий Мцхетско-Карталинской (Грузинской) епархии.

## Биография
Родился в городе Тифлисе в семье священника.
В 1804 году окончил курс Тифлисского благородного училища.
В 1807 году рукоположен во диакона.
30 сентября 1814 года рукоположён во священника к Тифлисскому собору и назначен проповедником для обращения осетин.
В 1818 году награждён наперсным крестом за обращение 2097 осетин в Православие. К 1819 году число обращенных достигло 3834 человек.
В награду за труды 2 ноября 1819 года он был возведён в сан протоиерея и определён благочинным в Осетии.
В 1825 году назначен благочинным по Тифлисскому уезду и управляющим церковными имениями в Тифлисе.
С 1826 по 1835 годы — член Тифлисского совестного суда.
С 1831 года — настоятель Сионского собора.
В 1833 году представлен депутатом от грузинского духовенства в Судную комиссию для рассмотрения и решения вопросов о делателях в Грузии и Имеретии фальшивых царских грамот на дворянское и княжеское достоинство.
7 сентября 1834 года пострижен в монашество; 9 сентября возведен в сан архимандрита и назначен настоятелем Давидо-Гареджийской пустыни, а также членом Грузино-Имеретинской синодальной конторы.
8 1841 году определен членом комитета по рассмотрению гуджаров о грузинских церковных имениях и крестьянах.
13 апреля 1852 года хиротонисан во епископа Горийского, викария Мцхетско — Карталинской (Грузинской) епархии. В том же году назначен настоятелем Шуамтинского Рождество-Богородицкого монастыря.
Скончался 6 апреля 1858 года.